# The Kiss in the Tunnel
The Kiss In The Tunnel er en kort britisk stumfilm fra 1899 instrueret af George Albert Smith. Filmen er omtrent 1 minut og 3 sekunder lang og begynder med at vise at et tog som kører ind i en tunnel, så klippes der til et par som deler et kort, lykkeligt kys og så afsluttes filmen når toget kommer ud af tunnelen.

## Eksterne links
- The Kiss in the Tunnel på Internet Movie Database (engelsk)
- The Kiss in the Tunnel på Filmdatabasen
- The Kiss in the Tunnel på The Movie Database (engelsk)
- The Kiss in the Tunnel på Filmaffinity (engelsk)
- Video på YouTube